# 中岩礁
中岩礁是新加坡海峽以東的一組礁石，為兩個以珊瑚礁組成的礁石。中岩礁距離馬來西亞柔佛州東南8海里，距離白礁以南0.6海里。中岩礁處於海平面之上0.6至1米。
新加坡及馬來西亞均聲稱擁有中岩礁及其附近的白礁、南礁的主權。2008年5月23日，在荷蘭海牙的聯合國國際法院對這些島嶼主權歸屬問題作出裁決，中岩礁的主權歸馬來西亞所有。